# Печуриха
Печуриха (рос. Печуриха) — присілок в Ветлузькому районі Нижньогородської області Російської Федерації.
Населення становить 2 особи. Входить до складу муніципального утворення Мошкинська сільрада.

## Історія
Від 2009 року входить до складу муніципального утворення Мошкинська сільрада.

## Населення
| 1999 | 2002 | 2010 |
| ---- | ---- | ---- |
| 11   | ↘7   | ↘2   |